# Barrussus furcichelis
Barrussus furcichelis es una especie de arácnido  del orden Solifugae de la familia Karschiidae.

## Distribución geográfica
Se encuentra en Grecia.